# Jolanda Modio
Jolanda Modio (1946) è un'attrice italiana.

## Biografia
Ha recitato in Casanova '70 e in Faccia a faccia; un ruolo più complesso e impegnativo è quello che la vide protagonista del film Nel raggio del mio braccio (diretto da Giorgio Trentin nel 1971) nei panni di una donna che, per superare una forte crisi depressiva e con tendenze suicide, si sottopone ad un'intensa psicoterapia.

## Filmografia

### Cinema
- Il magnifico gladiatore, regia di Alfonso Brescia (1964)
- Casanova '70, regia di Mario Monicelli (1965)
- L'irreparabile, episodio di Gli amanti latini, regia di Mario Costa (1965)
- Episodio Usi e costumi, episodio di Made in Italy, regia di Nanni Loy (1965)
- Un dollaro tra i denti, regia di Luigi Vanzi (1967)
- Faccia a faccia, regia di Sergio Sollima (1967)
- Uno dopo l'altro, regia di Nick Nostro (1969)
- Sartana nella valle degli avvoltoi, regia di Roberto Mauri (1970)
- La moglie nuova (La modification), regia di Michel Worms (1970)
- Nel raggio del mio braccio, regia di Giorgio Trentin (1971)

### Televisione
- Pan Tau, regia di Jindrich Polák - film TV (1966)
- Il segno del comando, regia di Daniele D'Anza - miniserie TV (1971)